# Аджо
Аджо (фр. Adjots) насеље је и општина у западној Француској у региону Поату-Шарант, у департману Шарант која припада префектури Ангулем.
По подацима из 2011. године у општини је живело 509 становника, а густина насељености је износила 46,53 становника/km². Општина се простире на површини од 10,94 km². Налази се на средњој надморској висини од 130 метара (максималној 168 m, а минималној 120 m).

## Демографија
| 1962. | 1968. | 1975. | 1982. | 1990. | 1999. | 2011. |
| ----- | ----- | ----- | ----- | ----- | ----- | ----- |
| 463   | 488   | 515   | 453   | 448   | 390   | 509   |

График промене броја становника у току последњих година